# サラ・ダイヤモンド
サラ・マキシーヌ・ダイヤモンド（Sara Maxine Diamond, 1995年1月5日 - ）は、カナダ・モントリオール出身のエレクトロ・ポップシンガー。

## 略歴
カナダ・モントリオール出身、アメリカ合衆国・ロサンゼルス在住。
5歳の時に母親が運営するKIDZUP Records から子供向けの楽曲をリリースし、100万枚以上のセールスを記録。サラはその活動を通し、音楽が持つ癒しの力に気付いた。
2009年にインタースコープ・レコード (Interscope Records) のヘッドであるジミー・アイオヴィンの目に留まり、カナダのティーンポップトリオ クリック・ガールズのメンバーとなるが、加入後半年でグループは解散。その後、音楽業界に違和感を感じたサラは自身で制作活動を始める。
2013年からは、ナショナルホッケーリーグのチーム、モントリオール・カナディアンズの試合で国歌を歌唱。2014年と2015年には、プレーオフでも歌声も披露した。
2016年にシンガーソングライター Sara Diamond としてソロデビューし、デビューシングル「Just Give In」をリリース。同年、アドベンチャー・クラブの楽曲「Firestorm」に客演参加した。
デビュー以降、数々のシングルをリリースしたサラは、2018年にデビューEP「Foreword」をリリース。EPに収録されている楽曲「Know My Name」のミュージック・ビデオは、ビルボードでプレミア公開された。EPは世界中で500万回以上のストリーミング再生を記録した。
2019年にシングル「Ride」をリリース。この曲はビルボードで初登場1位を獲得し、Spotify Viral Top50 にチャートイン。母国カナダで愛される楽曲となった。同年5月には、カスケイドの楽曲「The Diner」に客演参加。同年の夏には、カナダ最大の音楽フェスティバル、オシアガ・ミュージック・アンド・アーツ・フェスティバルに出演。
2020年7月にはシングル「S.I.L.W.U.」(Still In Love With U) で日本デビューを果たす。

## ディスコグラフィ

### シングル
- Just Give In（2016年3月14日リリース）
- Back to You（2017年6月8日リリース）
- Back to You (Srno Remix) （2017年7月14日リリース）
- Unsure（2017年8月11日リリース）
- Unspoken (with Andria Piperni, Eric Séguin, Becca Tg & Mahé-Lee) （2017年9月8日リリース）
- Stay a Little（2017年10月6日リリース）
- Three Words（2017年11月17日リリース）
- Back to You (Tre Sera Remix) （2017年12月15日リリース）
- Fool（2018年5月4日リリース）
- Latter / Foreword（2018年6月22日リリース）
- Stay a Little (Tre Sera Remix) (with Tre Sera) （2018年7月23日リリース）
- Fool (MC4D Remix) （2018年7月13日リリース）
- Crash（2018年8月17日リリース）
- Ride（2019年3月15日リリース）
- Patterns (with Nasaya) （2019年5月8日リリース）
- Pursuit of Happiness（2019年8月23日リリース）
- Show Me (Acoustic Duet) (with Gavin Haley) （2019年9月6日リリース）

### アルバム
- Foreword（2018年10月26日リリース）

### 客演参加曲
- Firestorm (Adventure Club feat. Sara Diamond) （2016年12月2日リリース）
- Feel It Still (Adventure Club feat. Sara Diamond) （2018年6月15日リリース）
- The Diner (KasKade feat. Sara Diamond) （2019年5月10日リリース）
- Middle of It (Ian Ewing feat. Sara Diamond) （2019年10月11日リリース）
- Back to You (Adventure Club feat. Sara Diamond) （2020年6月19日リリース）